# بول بوبوفيتش
بول بوبوفيتش (بالإنجليزية: Paul Popowich)‏ هو ممثل كندي ولد بتاريخ 2 مارس 1973.

## أعماله
من أعماله فيلم أطفال الذرة 666 وفلاد.

## وصلات خارجية
بول بوبوفيتش على موقع IMDb (الإنجليزية)
- بول بوبوفيتش على موقع ألو سيني (الفرنسية)
- بول بوبوفيتش على موقع أول موفي (الإنجليزية)
- بول بوبوفيتش على موقع قاعدة بيانات الفيلم (الإنجليزية)
- بول بوبوفيتش على موقع كينوبويسك (الروسية)